# Hottentottenfliege
Die Hottentottenfliege (Villa hottentotta) ist eine Fliege aus der Familie der Wollschweber (Bombyliidae).

## Merkmale
Die Fliegen erreichen eine Körperlänge von 11 bis 19 Millimetern. Ihr Körper hat einen breiten Hinterleib, der mit gelben Schuppenhaaren besetzte Kopf ist kugelförmig. Die Stirn ist schwarz behaart, das Gesicht steht am Mundrand nicht hervor. Der Saugrüssel ist kurz und fleischig und von oben betrachtet nicht sichtbar. Der vordere Bereich des Thorax ist dicht und lang behaart. Die Flügel sind durchsichtig und tragen auch keine Flecken. Lediglich die Randzelle und die Basis sind leicht ockergelb getönt. Den Tarsen fehlen die Haftlappen. Der Hinterleib trägt eine goldgelbe Behaarung und auf den Sterniten auch goldgelbe Schuppen. Seitlich am fünften und sechsten Hinterleibssegment sitzen schwarze Haarbüschel.

## Vorkommen und Lebensweise
Die Art ist in Nordafrika, Europa und Asien verbreitet. Die Imagines können vom Spätfrühling bis in den Herbst beim Besuch von Blüten beobachtet werden. Sie sonnen sich auch gerne auf sandigen Bereichen am Boden. Die adulten Fliegen ernähren sich von Pollen und Nektar.

## Belege